# 保罗·杨森

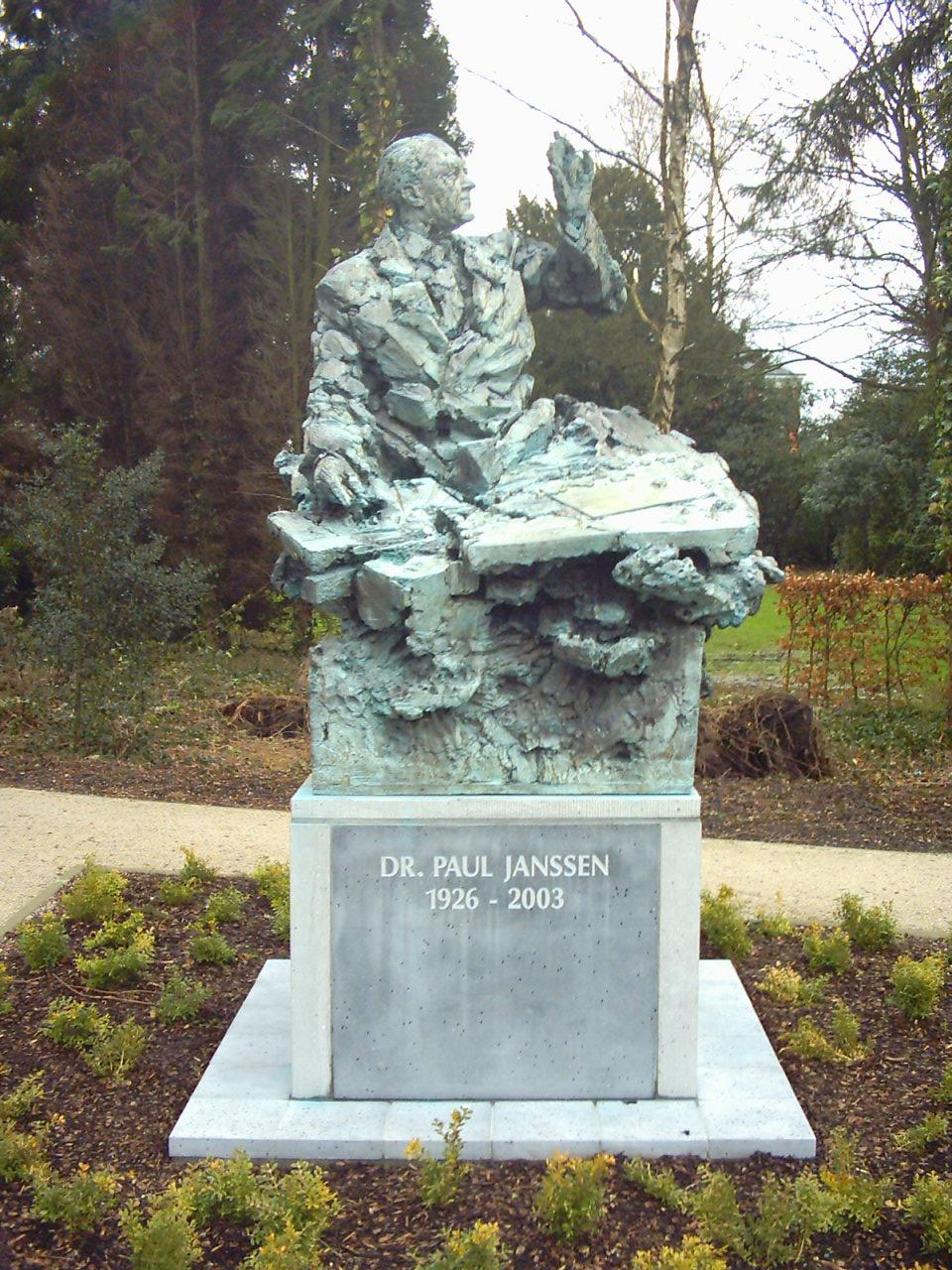

保罗·杨森（德語：Paul Adriaan Jan, Baron Janssen，1926年9月12日—2003年11月11日），比利时药学家，化学家，氟哌啶醇的发现者，杨森制药的创始人。

## 生平
1926年9月12日出生于比利时蒂伦豪特，1951年毕业于比利时根特大学。服完兵役后，他加入自己父亲的公司并成为研究团队的主管。这个团队的首度成功是发现R951，一个含有苯丙酮侧链取代基的哌啶，具有麻醉作用的止痛剂。
1958年2月11日，他们在比莱的实验室合成了R1625，即氟哌啶醇。作为安定药，氟哌啶醇起效快速，药效持续时间长，口服活性强。氟哌啶醇的有效性是氯丙嗪的50～100倍，且没有氯丙嗪抗肾上腺素作用和自主神经反应等副作用。氟哌啶醇的发现彻底变革了精神病治疗领域，在它被发现后的40年里，一直是首选的抗精神病药物。
他是一位出色的科学家，他和他的同事开发了包括芬太尼和利培酮等80多药物，一生发表论文850余篇，获专利100余项。

## 延伸阅读
- Lewi, Paul J., Successful Pharmaceutical Discovery: Paul Janssen's Concept of Drug Research, R&D Management, Vol. 37, Issue 4, pp. 355–362, September 2007.
- van Gestel S, Schuermans V, Thirty-three years of drug discovery and research with Dr. Paul Janssen, Drug Development Research, Volume 8, Issue 1–4, pp. 1–13.
- Geerdt Magiels; Joos Horsten. . Houtekiet. 2004. ISBN 9789052408279.
- Drug Design with Dr. Paul Janssen （页面存档备份，存于）
- In memory of Dr. Paul Janssen
- Rory Watson, Paul Janssen, BMJ 2003;327;1290
- 1996 Australia Prize